# Dunmanway
Dunmanway (Dúnmaonmhuí en irlandés) es un pueblo pequeño en el Condado de Cork en el suroeste de Irlanda. Es el centro geográfico del región llamado Cork occidental. Hay 1.585 personas en el pueblo (2011).